# Ausztráliai becsapódási kráterek listája
Az alábbi lista az Ausztrália területén található ismert, azonosított és feltételezett becsapódási krátereket tartalmazza.

## Lista
| név                                                               | hely                           | átmérő (km)                | kor (millió év) | koordináták                                                                  |
| ----------------------------------------------------------------- | ------------------------------ | -------------------------- | --------------- | ---------------------------------------------------------------------------- |
| Acraman                                                           | Dél-Ausztrália                 | 90                         | 590-nél több    | d. sz. 32° 01′ 00″, k. h. 135° 27′ 00″32.016667°S 135.450000°EAcraman        |
| Amelia Creek                                                      | Északi terület                 | 20                         | 1660–600        | d. sz. 20° 55′ 00″, k. h. 134° 50′ 00″20.916667°S 134.833333°EAmelia Creek   |
| Boxhole                                                           | Északi terület                 | 0,17                       | 0,0054 ± 0,0015 | d. sz. 22° 37′ 00″, k. h. 135° 12′ 00″22.616667°S 135.200000°EBoxhole        |
| Connolly-medence                                                  | Nyugat-Ausztrália              | 9                          | < 60            | d. sz. 23° 32′ 00″, k. h. 124° 45′ 00″23.533333°S 124.750000°EConnolly       |
| Crawford                                                          | Dél-Ausztrália                 | 8,5                        | > 35            | d. sz. 34° 43′ 00″, k. h. 139° 02′ 00″34.716667°S 139.033333°ECrawford       |
| Dalgaranga                                                        | Nyugat-Ausztrália              | 0,024                      | > 0,003         | d. sz. 27° 38′ 00″, k. h. 117° 17′ 00″27.633333°S 117.283333°EDalgaranga     |
| Flaxman                                                           | Dél-Ausztrália                 | 10                         | > 35            | d. sz. 34° 37′ 00″, k. h. 139° 04′ 00″34.616667°S 139.066667°EFlaxman        |
| Foelsche                                                          | Északi terület                 | 6                          | > 545           | d. sz. 16° 40′ 00″, k. h. 136° 47′ 00″16.666667°S 136.783333°EFoelsche       |
| Glikson                                                           | Nyugat-Ausztrália              | ~19                        | < 508           | d. sz. 23° 59′ 00″, k. h. 121° 34′ 00″23.983333°S 121.566667°EGlikson        |
| Goat Paddock                                                      | Nyugat-Ausztrália              | 5,1                        | < 50            | d. sz. 18° 20′ 00″, k. h. 126° 40′ 00″18.333333°S 126.666667°EGoat Paddock   |
| Gosses Bluff                                                      | Északi terület                 | 22                         | 142,5 ± 0,8     | d. sz. 23° 49′ 00″, k. h. 132° 19′ 00″23.816667°S 132.316667°EGosses Bluff   |
| Goyder                                                            | Északi terület                 | 3                          | < 1325          | d. sz. 13° 09′ 00″, k. h. 135° 02′ 00″13.150000°S 135.033333°EGoyder         |
| Henbury                                                           | Északi terület                 | 0,157                      | 0,0042 ± 0,0019 | d. sz. 24° 34′ 00″, k. h. 133° 08′ 00″24.566667°S 133.133333°EHenbury        |
| Kelly West                                                        | Északi terület                 | 10                         | > 550           | d. sz. 19° 56′ 00″, k. h. 133° 57′ 00″19.933333°S 133.950000°EKelly West     |
| Lawn Hill                                                         | Queensland                     | 18                         | > 515           | d. sz. 18° 40′ 00″, k. h. 138° 39′ 00″18.666667°S 138.650000°ELawn Hill      |
| Liverpool                                                         | Északi terület                 | 1,6                        | 1000–543        | d. sz. 12° 24′ 00″, k. h. 134° 03′ 00″12.400000°S 134.050000°ELiverpool      |
| Mount Toondina                                                    | Dél-Ausztrália                 | 4                          | < 110           | d. sz. 27° 57′ 00″, k. h. 135° 22′ 00″27.950000°S 135.366667°EMount Toondina |
| Piccaninny                                                        | Nyugat-Ausztrália              | 7                          | < 360           | d. sz. 17° 26′ 00″, k. h. 128° 26′ 00″17.433333°S 128.433333°EPiccaninny     |
| Shoemaker                                                         | Nyugat-Ausztrália              | 30                         | proterozoikum   | d. sz. 25° 52′ 00″, k. h. 120° 53′ 00″25.866667°S 120.883333°EShoemaker      |
| Spider                                                            | Nyugat-Ausztrália              | 13                         | > 570           | d. sz. 16° 44′ 00″, k. h. 126° 05′ 00″16.733333°S 126.083333°ESpider         |
| Strangways                                                        | Északi terület                 | 25                         | 646 ± 42        | d. sz. 15° 12′ 00″, k. h. 133° 35′ 00″15.200000°S 133.583333°EStrangways     |
| Tookoonooka                                                       | Queensland                     | 55                         | 128 ± 5         | d. sz. 27° 07′ 00″, k. h. 142° 50′ 00″27.116667°S 142.833333°ETookoonooka    |
| Veevers                                                           | Nyugat-Ausztrália              | 0,08                       | < 0,02          | d. sz. 22° 58′ 00″, k. h. 125° 22′ 00″22.966667°S 125.366667°EVeevers        |
| Warburton                                                         | Dél-Ausztrália                 | 400                        | 300–360         | d. sz. 28° 00′ 00″, k. h. 140° 30′ 00″28.000000°S 140.500000°EWarburton      |
| Wolfe Creek                                                       | Nyugat-Ausztrália              | 0,875                      | 0,3             | d. sz. 19° 10′ 00″, k. h. 127° 48′ 00″19.166667°S 127.800000°EWolfe Creek    |
| Woodleigh                                                         | Nyugat-Ausztrália              | 60–120                     | 364 ± 8         | d. sz. 26° 03′ 00″, k. h. 114° 40′ 00″26.050000°S 114.666667°EWoodleigh      |
| Yarrabubba                                                        | Nyugat-Ausztrália              | 30                         | 2229            | d. sz. 27° 10′ 00″, k. h. 118° 50′ 00″27.166667°S 118.833333°EYarrabubba     |
| nem igazolt                                                       |                                |                            |                 |                                                                              |
| Bedout                                                            | Indiai-óceán                   | 200                        | 250             | d. sz. 18° 00′ 00″, k. h. 119° 00′ 00″18.000000°S 119.000000°EBedout         |
| Darwin                                                            | Tasmania                       | 1,2                        | 0,8             | d. sz. 42° 19′ 00″, k. h. 145° 40′ 00″42.316667°S 145.666667°EDarwin-kráter  |
| MAPCIS (Massive Australian Precambrian/Cambrian Impact Structure) | Északi terület                 | többszörös gyűrű: 500–2000 | 545             | d. sz. 25° 33′ 00″, k. h. 131° 23′ 00″25.550000°S 131.383333°EMAPCIS         |
| Hickman                                                           | Nyugat-Ausztrália              | 0,270                      | 0,1–0,01        | d. sz. 23° 02′ 13″, k. h. 119° 40′ 59″23.036944°S 119.683056°EHickman kráter |
| Névtelen kráter                                                   | Cooper-medence, Dél-Ausztrália | 80–160                     | 300             | centrum ismeretlen                                                           |
| név                                                               | hely                           | átmérő (km)                | kor (millió év) | koordináták                                                                  |

## Lásd még
- becsapódási kráter
- becsapódási kráterek listája